# 사르마티아인

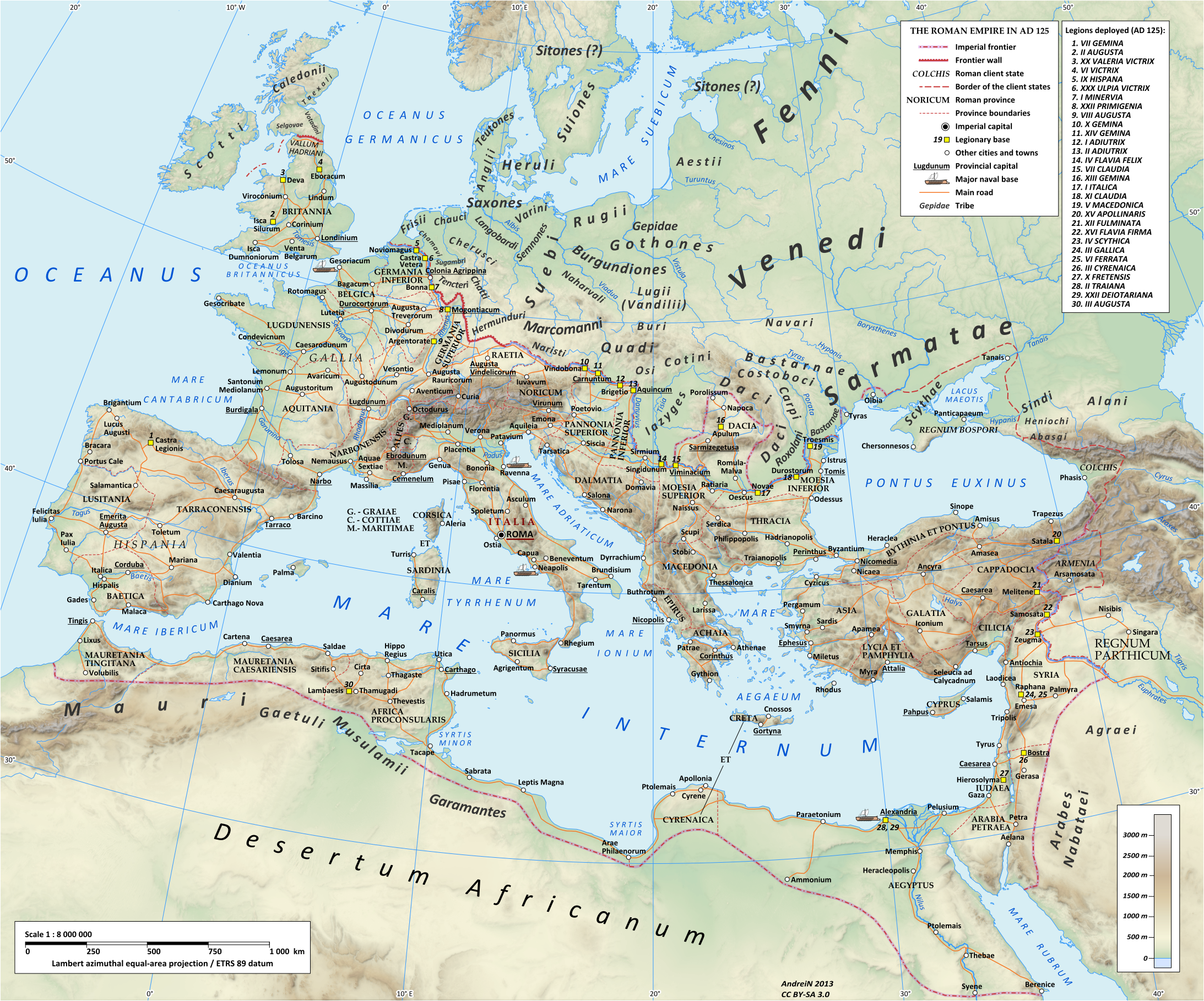
하드리아누스 (117년–138년)시기의 로마제국 지도이며, 러시아 남부 스텝 지역에서 사르마티아인들의 위치를 보여주고 있다

사르마티아인(라틴어: Sarmatæ, Sauromatæ, 고대 그리스어: Σαρμάται, Σαυρομάται)들은 고전 고대 시대의 이란족 계열 유목민들로, 기원전 5세기에서 기원후 4세기까지 번성하였다. 그들은 동부 이란어군의 분파에서 갈라져 나온 인도유럽어족의 일종인 사르마티아어로 소통했다.
그리스 로마 민속지학자들이 사르마티아라고 알고있던 영역은 대스키타이(대부분은 오늘날의 우크라이나, 남부 러시아이며, 또한 몰도바 인근에 발칸반도 북동부 소규모의 영역까지)의 서부 지역과 일치하며, 대략 1,022,128 km2 정도이다. 그들의 전성기 시절은 기원전 100여 년 쯤으로 조사됐으며, 이 종족들은 비스와강에서 다뉴브강 하구, 볼가강의 동쪽까지 이르렀고, 흑해, 카스피해 해안가 에다가 캅카스 남쪽과 경계를 이루었다.
사르마티아인들은 민족 대이동(훈족, 고트족) 시기에 급습을 받아 기원후 4세기에 쇠퇴했다. 사르마티아인들의 후예는 초기 중세시대에 알라니라는 이름으로 알려졌으며, 궁극적으로 현대의 오세트인들이 생겨나게 됐다.

## 명칭
사르마타이(Sarmatae)는 사르마티아의 일부 부족의 명칭에서 유래했을 것이지만, 그리스 로마 민속지학자들은 이를 부족 전체에게 이 타칭 지명을 사용했다. 1세기의 스트라본은 사르마티아의 주요 부족들로 야지게스, 록솔라니, 알라니, 시라케스들을 꼽았다.
그리스어 명칭인 사르마타이(Sarmatai)는 때때로 "사우로마타이"(Sauromatai)로도 나타냈으며, 이것 외에는 같은 이름의 더 이상의 변형은 없다. 그럼에도 불구하고, 역사가들은 이들을 두 개의 다른 종족으로 분리하는 반면에 고고학자들은 초기 사르마티아 문화를 구분하기 위해 관습적으로 '사우로마티아'이라는 용어를 사용한다. 사르마티아인들이 사용하는 파충류의 피부 모양의 미늘 갑옷과 용 깃발과 연관되어, 그리스어로 도마뱀(sauros)이라는 단어에서 유래했을 것이라는 의견도 있지만, 이는 확실하지는 못하다.
대 플리니우스(Natural History book iv)와 요르다네스 둘다 사르(Sar)와 사우로(Sauro)가 같은 민족을 나타내는 변형 어구임을 인식하였다.
4세기의 그리스 저자들(크니도스의 에우독소스, 프세우도스킬락스)은 시르마타이(Syrmatae)를 돈강 일대에 거주하는 민족들로서 언급했으며, 아마도 여기에 사르마티아 문화의 최종 단계의 발음이 민족이름에 반영되었을 것이다. 아베스타에서는 '"서쪽" 지역을 사이리마(Sairima)라고 언급했다. 피르다우시의 《샤나메》에서는 유럽인들의 조상으로 나오는 살름으로 등장한다.

## 기원
사르마티아인들은 기원전 7~8세기에 동유럽의 우랄산맥 남쪽 지역과 돈강의 동부 지역의 초원 지대에서 생겨났다. 여러 세기 동안에 그들은 공생했던 서쪽 지역의 스키타이인들과 대조적으로 평화롭게 살았다. 그러다 기원전 3세기에 그들은 흑해의 북부 지역을 두고 스키타이인들과 폰투스-카스피 스텝 지역에서 격돌했다. 사르마티아인들은 그 지역들을 다음 5세기 동안 지배하였다. 대 플리니우스는 그들의 영역을 폴란드에 있는 비스와강부터 도나우강까지라고 저술하였다.

## 고고학

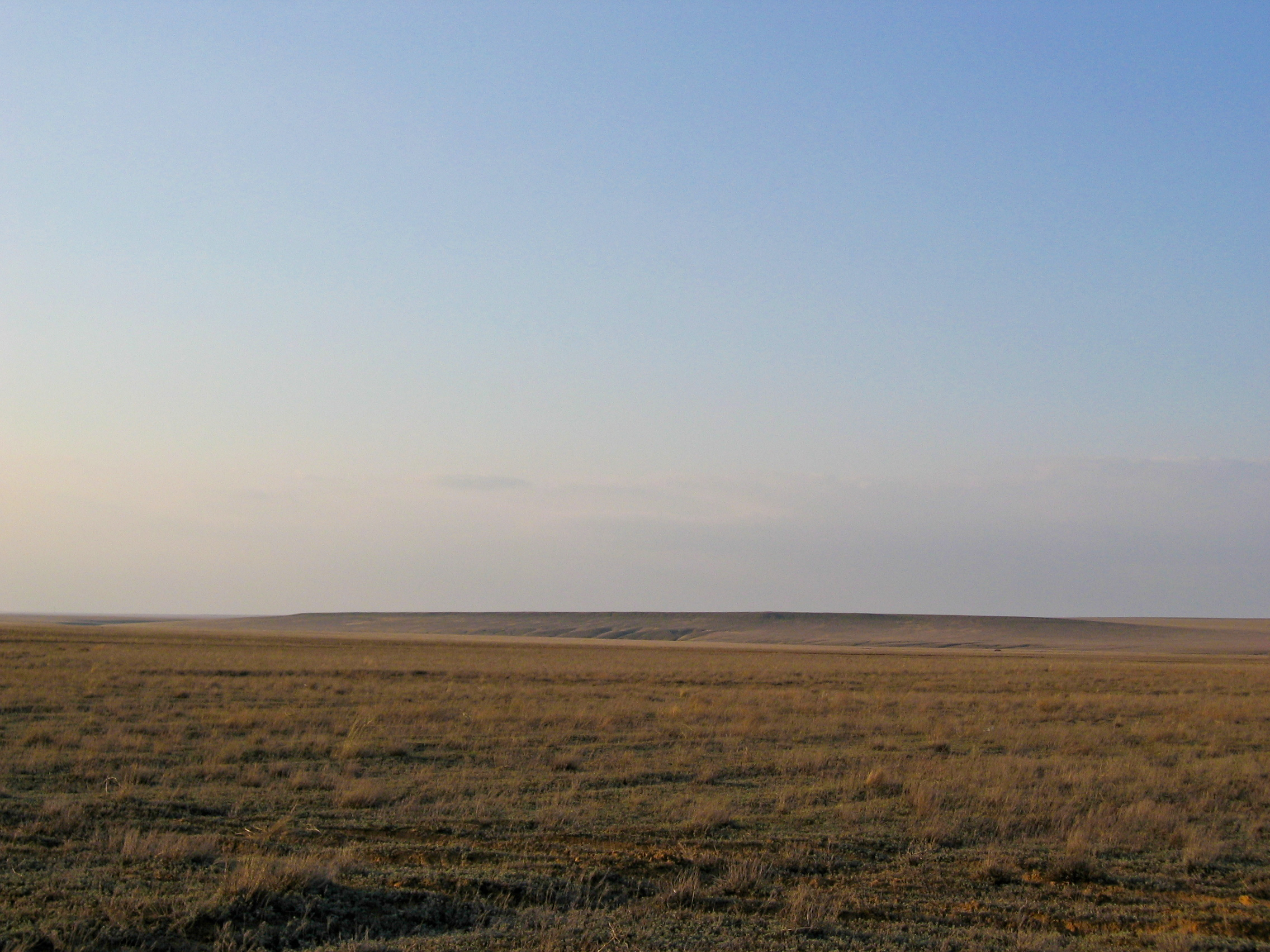
봄초에 카자흐스탄의 유라시아 스텝

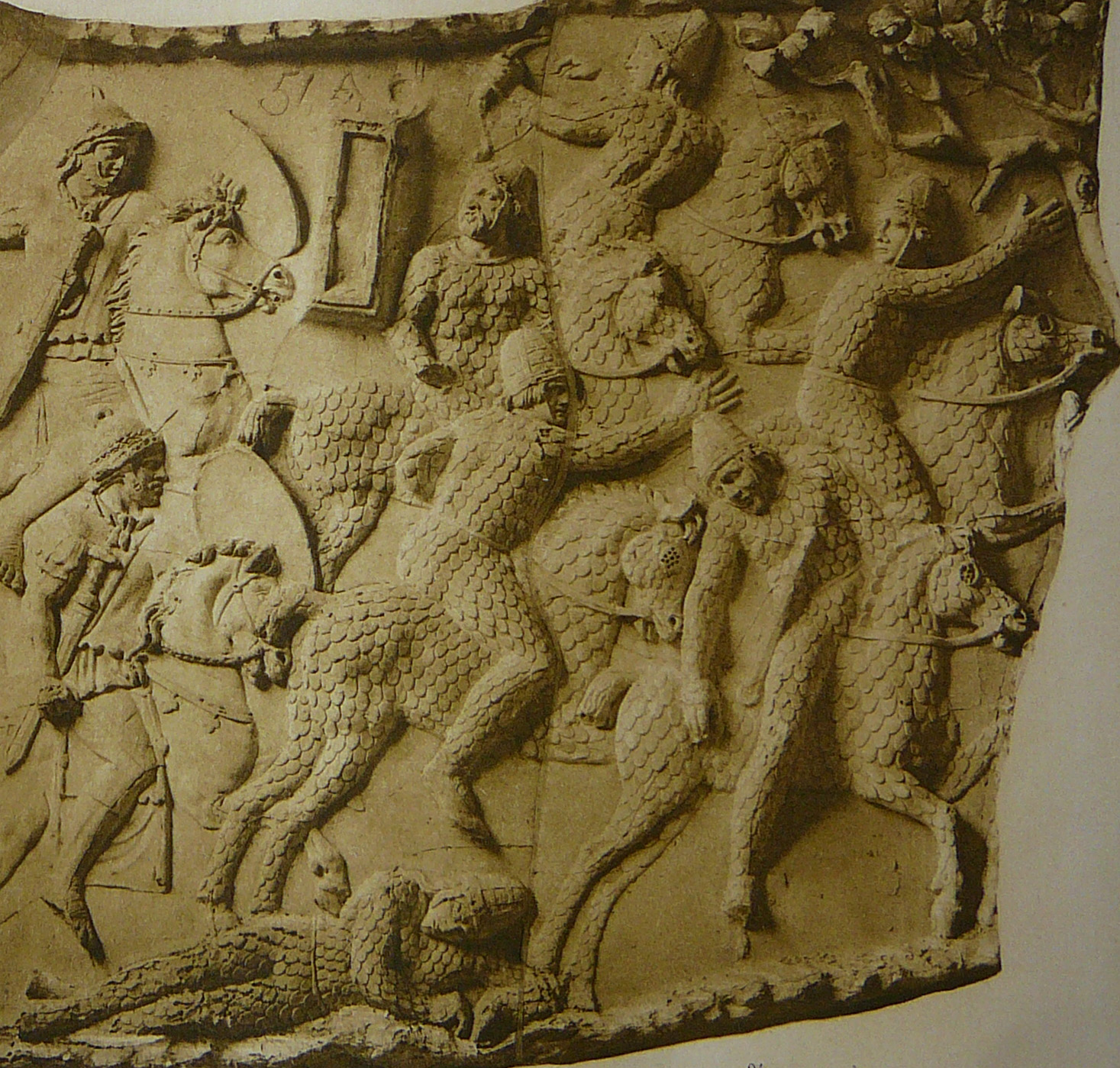
트라야누스 원주에 새겨진 다키아 전쟁 시기에 사르마티아 캐터프랙트.

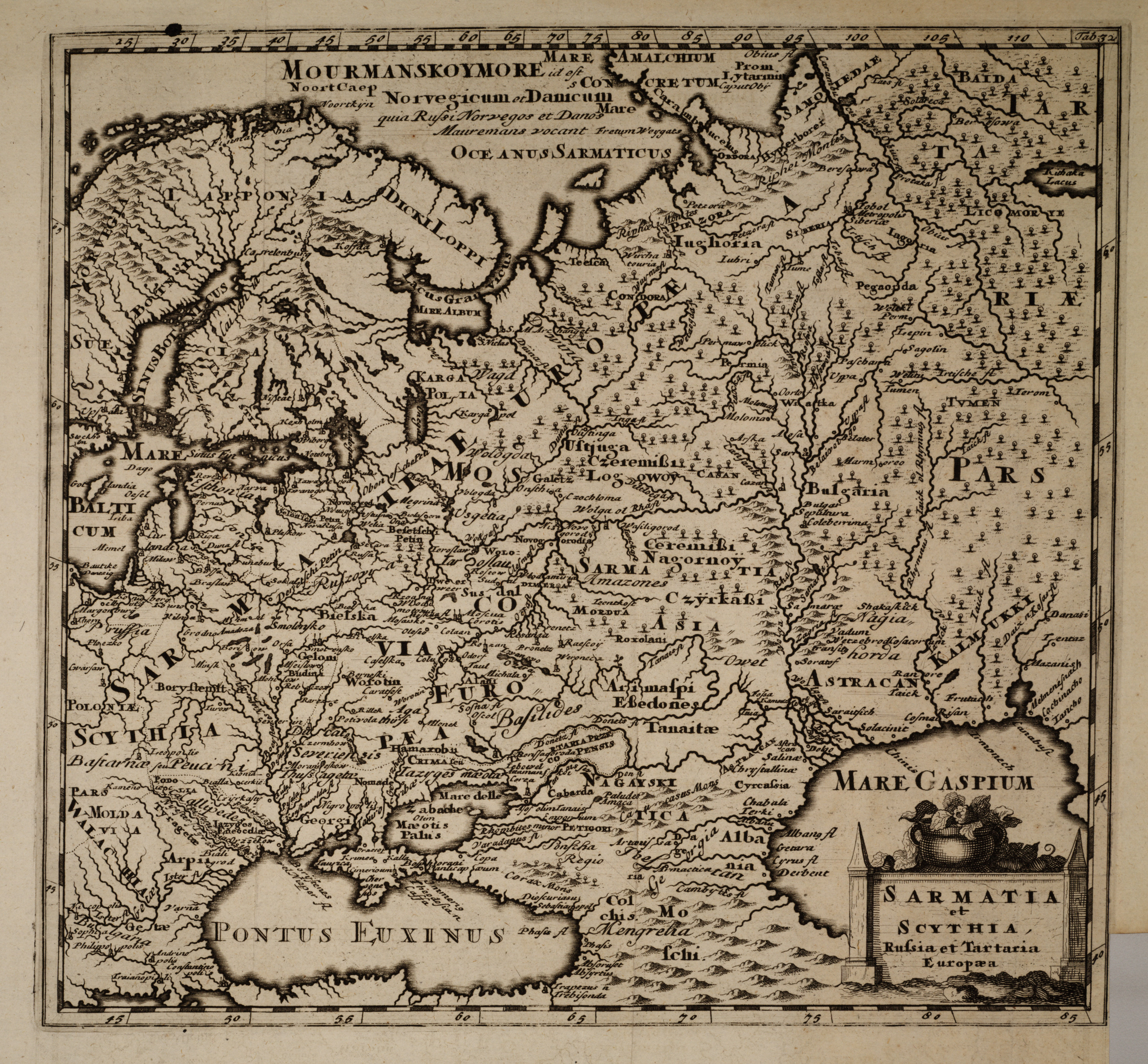
1697년에 그려진 스키타이의 지도.

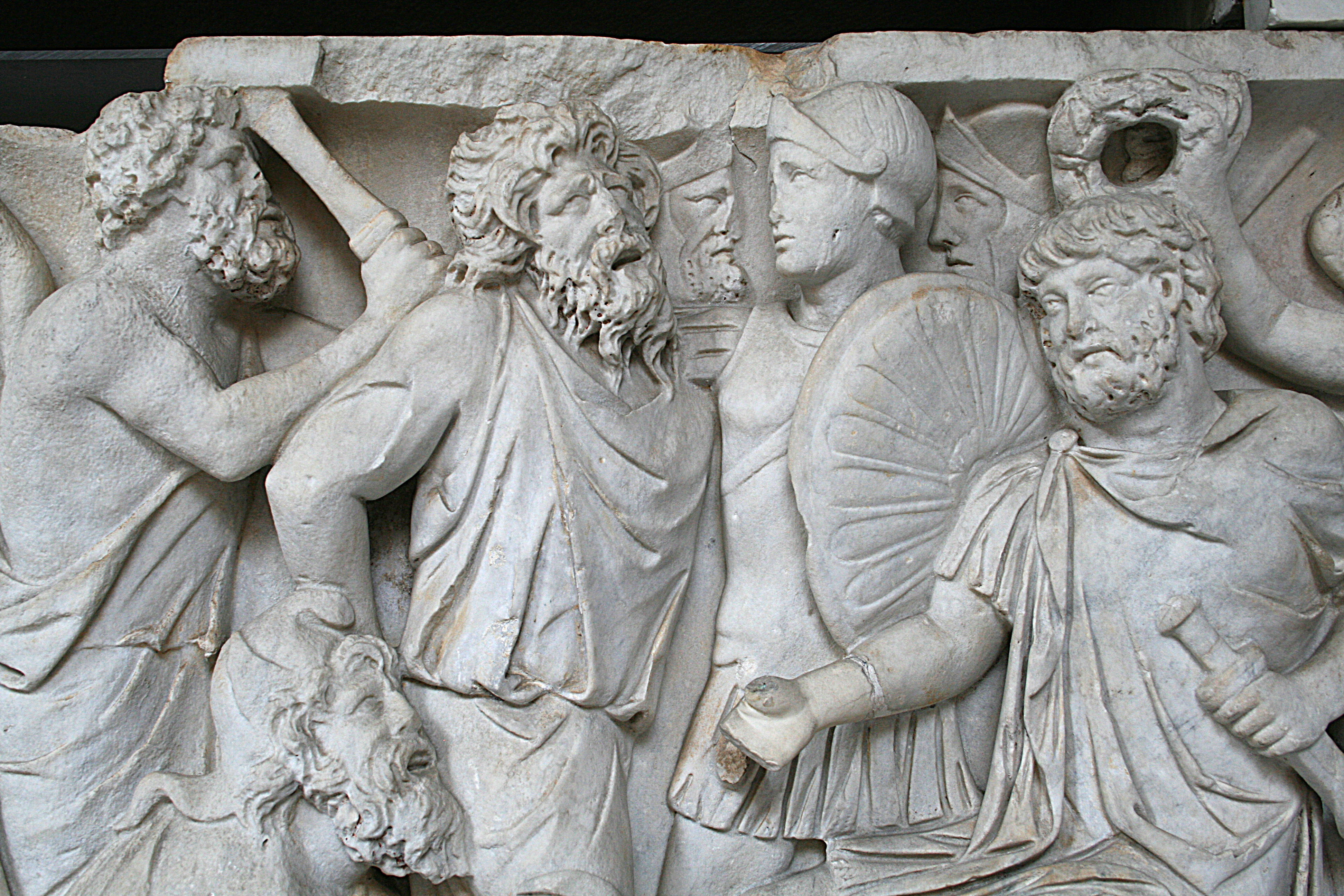
서기 2세기 후반의 로마의 부조에 있는 사르마티아인들

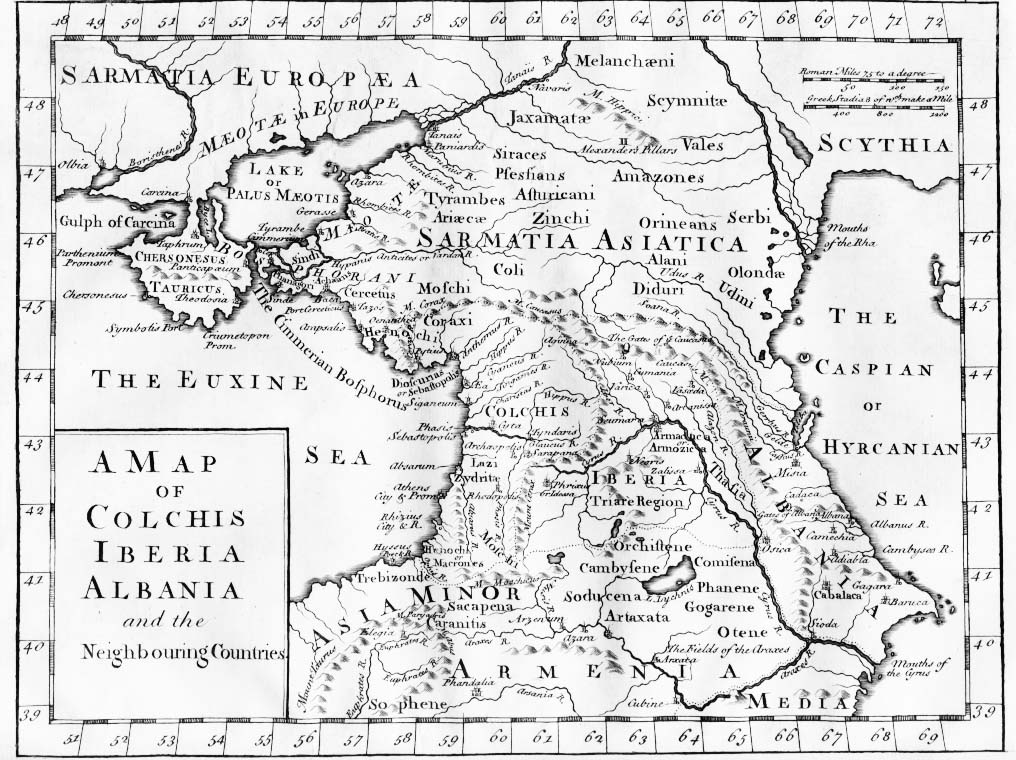
"Sarmatia Europæa" separated from "Sarmatia Asiatica" by the Tanais (the River Don), based on Greek literary sources, in a map printed in London, ca 1770.

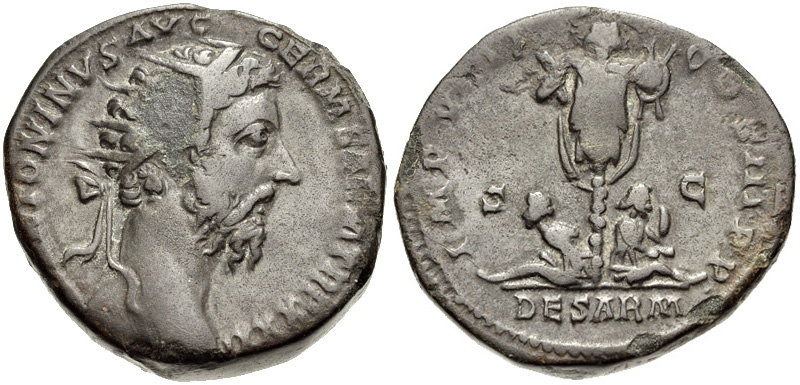
마르쿠스 아우렐리우스 통치시기인 서기 177년 로마 동전의 뒷면에 새겨진 사르마티아인 포로.

1947년 소비에트의 고고학자 보리스 그라코프는 기원전 6세기부터 서기 4세기까지 번성했던 문화의 예인 후기 쿠르간 무덤으로 보이는 것을 정의했고, 가끔식은 더 오래된 쿠르간의 일부에서도 사용하고 있다. 그것은 흑해에서 볼가강 사이까지의 스텝 유목민 문화이며, 특히 트랜스우랄(trans-Uralic) 스텝지대에 카르다이에로바(Kardaielova)와 초르나야의 주요 지역 두 곳이 뚜렷하다. 그라코프는 4 시기로 정의를 했고, 그 정의는 다음과 같다:
1. 사우로마티아(Sauromatian), 기원전 6세기-5세기
2. 초기 사르마티아(Early Sarmatian), 기원전 4세기-2세기
3. 중기 사르마티아(Middle Sarmatian), 기원전 2세기 후반-서기 2세기 후반
4. 후기 사르마티아(Late Sarmatian): 서기 2세기 후반- 4세기

사르마티아와 사우로마티아가 인종명을 뜻하는 동의어임에도 불구하고, 그들은 고고학 전문용어로서 관습적으로 완전하게 다른 의미로 사용했다.
전해진 바에 의하면, 헝가리에서 큰 규모의 후기 사르마티아 도자기 중심지가 2001년과 2006년 사이에 부다페스트 인근 윌뢰5 유적지에서 발굴되었다. 회색으로 착색된 오돌토돌한 윌뢰5 도기는 활발한 무역 활동이 있었음이 나타난 헝가리 대평원의 북부중앙 지역 모든곳에서 출토된 사르마티아 도자기의 뚜렷한 그룹을 형성하였다. 1998년에 유리 구술의 연구에 관한 문서가 사르마티아 무덤에서 발견되면서, 광범위한 문화와 무역 관계들이 있었음이 시사되었다.
고고학적 증거들은 스카티아-사르마티아 문화들이 아마 아마조네스 신화를 일으켰을 것이라고 제시한다. 무장을 한 여성의 무덤들이 우크라이나 남부와 러시아에서 발견되고 있다. 미국의 고고학 교수 데이비드 앤소니(David Anthony)는 "돈강 하류 지역과 볼가 지대에 있는 스키타이-사르마티아의 "전사들의 무덤"의 20%는 마치 남자들처럼 여성용 전투 복장을 포함하고 있어서, 이러한 현상들은 아마도 아마조네스에 관한 그리스 신화에 영감을 주었을 것이다."라고 언급였다.

## 언어
사르마티아인들은 사르마티아어로 소통했다. 흑해 연안에 그리스시대의 글귀에 있는 많은 이란계 민족 이름은 사르마티아인들이 알라니-오세트어(스키타이-사르마티아어로 보임)의 조상격인 동부 이란어군의 방언을 썼음을 나타낸다.

## 모습
스키타이인들처럼, 사르마티아인들은 코카서스 인종의 모습을 하였다. 사르마티아 귀족들은 유골을 통해 측정한 결과 일반적으로 1.70–1.80 m에 달하였고, 그들은 단단한 뼈와 긴 머리카락, 수염을 지녔다.
사르마티아 부족의 한 그룹인 알라니족은 로마의 역사가 암미아누스 마르켈리누스에 따르면, "알라니족의 거의 대부분은 큰 키와 아름다움을 지닌 사람들이고, 그들의 머리카락은 약간 노란색을 띄었으며, 그들의 눈은 깜짝 놀랄 정도로 매섭다."라고 하였다.

## 그리스, 로마의 민족지
기원전 5세기에 헤로도토스 (역사 4.21)는 아조프해의 모퉁이가 시작되는 곳인 타나이스의 동쪽에서 북쪽으로 쭉 걸어 15일 거리를 가면, 숲으로 뒤덮인 부디니족의 땅에 인접한 사르마티아인들의 땅이라고 하였다.
사르마티아인들에 대한 로마인들의 묘사들을 보았을 때, 그들은 코카서스 인종이다.
헤로도토스(4.110–117)는 젊은 스키타이 남자 무리들과 아마조네스들의 무리의 불운한 결혼으로부터 사르마티아인들의 기원에 관한 이야기를 전했다. 이 이야기에서 몇몇 아마조네스들이 테르메강 인근의 폰토스에서 온 그리스인들에게 붙잡혔고, 이렇게 붙잡힌 이들은 세 개의 배에 실리게 되었다. 그들은 바다에 있는 동안에 그들을 붙잡은 이들을 제압해냈지만, 그들이 배를 몰 수는 없었다. 그렇게 그들의 배는 절벽 지역(오늘날의 크림반도 남부)에 스키타이인들의 나라가 있는 마에오티안호(아조프해)가 있는 북쪽으로 흘러갔다. 스키타이인들과 맞딱드린 후, 아마조네스들은 그들의 언어를 배웠고, 스키타이 남성들과 결혼을 하기로 받아들였지만, 아마조네스들은 떠나야하는 상황이었기에 스키타이 여성의 관습에 충족하지를 못하였다. 헤로도토스에 따르면, 이 무리의 자손들은 돈강 넘어 북동쪽에 정착을 하였고 사우로마티아인들이 되었다. 헤로도토스의 기술서에서는 스키타이어 형태의 "뒤섞인" 사르마티아어의 기원에 아마조네스들의 후손의 유산이라고 할 수 있는 전쟁 시에도 참여하는 특이한 사우로마티아인 여성들의 자유로움에 대해 설명하였다. 후에 작가들은 "여성들이 사르마타에족을 지배한다." (γυναικοκρατούμενοι)라고 나타냈다. 하지만 사르마티아인들이 신화속의 아마조네스의 후손들이라는 헤로도토스의 믿음은 사르마티아 문화의 특이한 점들을 설명하기 위해 고안된 가공의 이야기에 가깝다.
히포크라테스는 사르마티아인들을 스키타이인으로 분명하게 분류하였고 그들의 호전적인 여성들과 관습들을 묘사하였다:
사르마티아 여자들은, 처녀 시절에 말을 타고, 활을 쏘고, 말에 탄 상태로 투창을 던지며, 그들의 적들과 싸운다. 그들은 적 세 명을 죽이기 전까지는 그들의 처녀성을 제쳐놓았으며, 그리고 그들은 전통적인 제식을 하기 전에는 결혼을 하지 않는다. 유목을 위해서 강요받지 않는 한, 남편이 있는 여성들은 더 이상 말을 타지 않는다. 그들은 오른쪽 가슴이 없는데, 이는 그들이 아기일 때 그들의 어머니들이 중요한 목적을 가지고 빨갛게 달군 구리 도구로 만들어 오른쪽 가슴을 지진다. 이렇게 되면 가슴 성장이 억제되어, 그쪽 가슴이 튼튼하고 단단해져 오른쪽 팔과 어깨에 유용하였다.

스트라본은 다수의 장소에 있던 사르마티아인들에 대해 언급하였지만, 그들에게 대해서 많이 이야기를 하지는 않았다. 그는 사르마타이와 사우로마타이를 사용했지만, 절대로 함께 쓰지는 않았고 절대로 그들이 다른이들임을 시사하지는 않았다. 그는 종족 이름과 관련하여 자주 사르마티아인들과 스키타이인들을 짝지었고, 그럼에도 사르마티아인들과 스키타이인들이 같은 이들로 적용된다고는 절대 명시하지는 않았다.
스트라본의 저작물에서, 사르마티아인들은 드네프르강의 북쪽으로 캅카스쪽에서부터 다뉴브강 위쪽에 볼가강 동쪽까지 퍼져있다고 하였다. 이 서술을 통해서 알라니족들이 훈족들에게 캅카스로 밀려났다는 것을 기다릴 필요가 없이, 이미 그 곳을 고향이었다는 걸 나타낸다.
한층 더 놀라운 것은 그는 그가 게르만족의 기원이라고 말하는 바스테르나에 지역의 켈트 혼합물을 항하였다. 그곳에는 켈트 보이족, 스코르디스키족, 타우리스키족들이 있었다. 4개의 종족들은 섞여 트라키아인(7.3.2)들이 되었다고 한다. 게다가 북쪽으로 향한 이들은 "켈트계 스키타이인"(11.6.2)이라는 뜻의 켈토스키타이(Keltoskythai)라고 한다고 한다.
또한 스트라보는 유목민들을 "마차 거주자"라는 뜻의 하마크소이코이(Hamaksoikoi)와 "짐승의 젖을 먹는 자"라는 뜻의 갈락토파고이(Galaktophagoi)라고 나타냈으며, 갈락토파고이는 의심할 필요없이 옛날부터 쿠미스를 먹었음을 시사한다. 마차는 아시아 유목민들 세계에서 유르트로 사용되오는 펠트로 만들어진 텐트를 운송하기 위해 사용되었다.
대 플리니우스의 저술에서는 (4.12.79–81):
이 지점 (다뉴브강 하구)에서부터는 모든 종족들이 스키타이인들이며, 다른 한편 여러 다른 부족들이 강 근처에 살고 있었다. 한쪽엔 게타이인들... 다른쪽엔 사르마타이인들;... 아그리파는 이 지역 전체를 다뉴브강에서부터 사르마티아 사막의 방향에 있는 비스툴라강까지 바다로 묘사했었다;... 스키타이인들의 이름은 사르마타이인들과 게르만족들까지 모든 방향에 퍼져있었지만, 이 오래된 이름들은 아주 외딴 지역들을 제외하면 지속되지는 못하였다;...

플리니우스에 따르면, 스키타이인들은 한때 독일까지 확장을 했었다. 사르마티아에 발트-슬라브 지역 전체가 포함되어 있는 프톨레마이오스의 《지리학》에 익숙했던 조르다네스는 한편 우리에게 이야기를 통해 이 추측을 지지했고, 다른 한편으로는 이 동일한 지역이 스키타이의 영역이라는 것이다. "사르마티아"를, 조르다네스는 단지 아리아인의 영역이라고만 뜻하였다. 그러므로, 사르마티아인들은 스키타이인들의 넓은 하위 집단이라는 것이다.
타키투스의 게르마니아에서는 게르만인들과 사르마티아인들 사이의 "무언의 두려움"을 언급한다:
게르마니아 전역은 라인강과 다뉴브강에 의해 갈리아, 라이니아, 판노니아로 나뉘며; 사르마티아인들과 다키아인들에 의해서 두려움과 산들을 공유하고 있다. 대양은 넓은 해안들과 길게 뻗어있는 거대한 섬들을 끼고 있는 나머지를 찰랑거린다. 최근에, 우리는 전쟁을 일으킨 부족들과 왕들에 대해 배웠다.

타키투스에 따르면, 사르마티아인들은 페르시아인들처럼 길게 늘어뜨린 로브를 입었다(ch 17). 추가로 사르마티아인들은 코티니와 오시에게서(ch. 43) "그들의 수치"로서 공물과 코티니의 철을 받았다(아마도 그들은 스스로를 금속으로 무장을 해왔고 저항했을 것이다.).
기원전 3세기부터, 사르마티아인들의 이름은 오늘날의 우크라이나 남부의 평원에 있던 스키타이인들을 대체하였다. 지리학자 프톨레마이오스는 유럽과 중앙 아시아 지역이 서로접해 있는 곳에 최대로 퍼져 있을 것으로 보고하였다.

## 4세기의 쇠퇴
사르마티아인들은 고트족들의 북해 지역 확장때까지 강세를 보였다. 고트족들이 오늘날의 루마니아인 다키아의 다뉴브강 북쪽 지역에 있는 사르마티아 부족들을 공격하였다. 그러자 로마 제국의 황제 콘스탄티누스 1세는 그의 아들 콘스탄티누스 2세를 다뉴브 북쪽 작전을 위하여 갈리아에서 불러들였다. 몹시 추운 겨울에 로마인들은 고트족 10만명을 죽이고 고트족 왕의 아들 아리아리쿠스(Ariaricus)를 생포하여 승리를 거두었다.
고트족들의 확장을 저지하는 데 노력하였고 다뉴브강 하류 지역의 북부(오늘날의 루마니아)를 근거지로 대체하고, 사르마티아인들은 그들의 노예들을 무장시켰다. 하지만 로마인들의 승리 이후, 지역 사람들은 그들의 사르마티아 주인들을 상대로 반란을 일으켰고, 그들을 로마의 경계 넘어로 몰아내버렸다. 사르마티아인들의 도움 요청을 받은 콘스탄티누스는 반란군의 수장인 리미간테스를 격퇴시켜냈고 사르마티아의 포로들을 도로 돌려보냈다. 로마 속주에 있던 사르마티아 부대원들은 로마의 군인으로서 입대하였고, 반면 나머지 사람들은 트라키아, 마케도니아, 이탈리아 등에 널리 퍼져 살았다. 익명의 발레시아누스는 이 사태로 인하여 30만 명의 난민들이 발생하였다고 언급하였다. 콘스탄티누스 황제는 그 뒤에 사르마티쿠스 막시무스라는 칭호를 얻게 되었다.
서기 4, 5세기에 훈족들이 확장을 해왔고 북해와 로마 제국 국경 사이에 거주했던 사르마티아인들과 게르만 부족들을 정복하였다. 오늘날의 헝가리를 거점으로 삼은 훈족들은 과거 사르마티아인들의 영토 전역을 지배하였다. 그들의 다양한 구성의 주민들은 훈족의 지배 하에서 번성하였고, 로마와 게르만의 연합 전선에 대항한 훈족들을 위해 싸우기도 하였지만, 카탈라우눔 전투 이후에 아틸라의 사망과 오늘날의 러시아 지역인 볼가강 서부 지역을 지배하는 추바시인들이 출현하면서, 각자 서로의 길을 걷게 된다.

## 사르마티아의 부족들
- 알라니족
- 아오르시족
- 바실레안족(Basileans)
- 자유 사르마티아인
- 야지게스족
- 록솔라니족
- 사이족(Saii)[23]
- 사우로마타이
- 시라케스족
- 라사마테족(Iaxamate)

## 같이 보기
- 히타이트
- 스키타이족
- 자직족
- 이란계 민족
- 사르마티즘
- 티르가토
- 아마조네스
- 다키아족